# Меликсон, Маор
Маор Меликсон (ивр. מאור מליקסון‎; 30 октября 1984, Явне, Израиль) — израильский футболист, полузащитник клуба «Хапоэль» (Беэр-Шева) и сборной Израиля.

## Карьера

### Клубная
Маор Меликсон — воспитанник футбольного клуба «Маккаби» из своего родного города. В 2002 году перешёл в иерусалимский «Бейтар». В сезоне 2005/06 полузащитник в составе «Бейтара» дебютировал в еврокубках (в Кубке Интертото). Выступал за команду в чемпионате Израиля до 2006 года, сыграв за это время 111 матчей и забив в них 7 голов.
В 2006 году полузащитник стал игроком «Маккаби» (Хайфа). В составе этого клуба он участвовал в квалификационных матчах Лиги чемпионов 2006/07 против «Ливерпуля»
, а затем — и в Кубке УЕФА. В зимнее трансферное окно сезона 2007/08 Меликсон перешёл в «Хапоэль» из Кфар-Савы. Проведя в команде полгода, полузащитник перебрался в стан её одноклубников из Беэр-Шевы.
В январе 2011 года Маор Меликсон пополнил ряды краковской «Вислы». Впервые сыграл за польскую команду 25 февраля 2011 года в матче чемпионата Польши против «Арки».
.
В следующем своём матче, 4 марта 2011 года, Меликсон забил первый гол за «Вислу» (с передачи Томаша Йирсака в ворота «Руха».
).
За «Вислу» полузащитник выступал до января 2013 года, забил 6 голов в 46 матчах чемпионата и в сезоне 2010/11 стал чемпионом Польши.
Следующим клубом в карьере Маора Меликсона стал французский «Валансьен». Полузащитник дебютировал в новом клубе 25 января 2013 года в матче против лионского «Олимпика», заменив на 69-й минуте встречи Венсана Абубакара
.
1 июля 2014 года полузащитник вернулся в команду «Хапоэль» (Беэр-Шева), где он выступает в настоящее время. По итогам сезона 2015/16 футболист вместе с командой стал чемпионом Израиля.

### В сборной
Маор Меликсон в 2002—2003 годах выступал за юношескую сборную Израиля в возрасте до 19 лет. С 2003 по 2007 год он провёл 15 матчей за молодёжную национальную команду.
Полузащитник впервые сыграл за первую сборную страны в товарищеском матче с Уругваем 26 мая 2010 года. В той встрече Меликсон вышел на поле во втором тайме вместо Гиля Вермута
.
В следующей игре за сборную полузащитник забил 2 гола в ворота команды Кот-д’Ивуара, один из которых — с пенальти.
.

## Статистика
| Матчи Меликсона за сборную Израиля | Матчи Меликсона за сборную Израиля | Матчи Меликсона за сборную Израиля | Матчи Меликсона за сборную Израиля | Матчи Меликсона за сборную Израиля | Матчи Меликсона за сборную Израиля | Матчи Меликсона за сборную Израиля |
| №                                  | Дата                               | Оппонент                           | Счёт                               | Голы Меликсона                     | Соревнование                       |                                    |
| ---------------------------------- | ---------------------------------- | ---------------------------------- | ---------------------------------- | ---------------------------------- | ---------------------------------- | ---------------------------------- |
| 1                                  | 26 мая 2010                        | Уругвай                            | 1-4                                | -                                  | Товарищеский матч                  |                                    |
| 2                                  | 10 августа 2011                    | Кот-д’Ивуар                        | 3-4                                | 2                                  | Товарищеский матч                  |                                    |
| 3                                  | 29 февраля 2012                    | Украина                            | 2-3                                | -                                  | Товарищеский матч                  |                                    |
| 4                                  | 26 мая 2012                        | Чехия                              | 1-2                                | -                                  | Товарищеский матч                  |                                    |
| 5                                  | 31 мая 2012                        | Германия                           | 0-2                                | -                                  | Товарищеский матч                  |                                    |
| 6                                  | 15 августа 2012                    | Венгрия                            | 1-1                                | -                                  | Товарищеский матч                  |                                    |
| 7                                  | 7 сентября 2012                    | Азербайджан                        | 1-1                                | -                                  | Отборочный матч ЧМ—2014            |                                    |
| 8                                  | 13 октября 2012                    | Люксембург                         | 6-0                                | 1                                  | Отборочный матч ЧМ—2014            |                                    |
| 9                                  | 16 октября 2012                    | Люксембург                         | 3-0                                | -                                  | Отборочный матч ЧМ—2014            |                                    |
| 10                                 | 6 февраля 2013                     | Финляндия                          | 2-1                                | -                                  | Товарищеский матч                  |                                    |
| 11                                 | 22 марта 2013                      | Португалия                         | 3-3                                | -                                  | Отборочный матч ЧМ—2014            |                                    |

## Достижения
- Чемпион Польши: 2010/11
- Чемпион Израиля (2): 2015/16, 2016/17